# Approximation de Korovkin
Le théorème d'approximation de Korovkin est un résultat d'analyse fonctionnelle découvert par Pavel Korovkin (en) dans les années 1950,. Il permet de se contenter, pour démontrer que certains processus d'approximation convergent pour toutes les fonctions considérées, de le vérifier pour un ensemble fini d'entre elles. Il unifie ainsi divers procédés comme celui de Bernstein, qui fournit l'une des preuves du théorème de Weierstrass. Élémentaire mais fructueux, il est à l'origine d'une branche active de la théorie constructive de l'approximation,.

## Énoncé
Soient C([a, b]) l'espace des fonctions réelles continues sur un segment réel [a, b], et (Pn) une suite d'opérateurs linéaires positifs (en) de C([a, b]) dans C([a, b]). Si Pn(f) converge uniformément sur [a, b] vers f pour les trois fonctions monomiales f0(x) = 1, f1(x) = x et f2(x) = x2, alors il en est de même pour toute fonction f de C([a, b]),.

## Démonstration
Soit f une fonction continue sur [a, b]. Montrons, que la suite des fonctions Pn(f) converge uniformément vers f sur [a, b]. Fixons un réel ε > 0.
L'application f, continue sur le compact [a, b],  est :
- uniformément continue (d'après le théorème de Heine). Il existe donc η > 0 tel que {\displaystyle \forall x,y\in [a,b]\quad (|y-x|<\eta \Rightarrow |f(y)-f(x)|<\varepsilon )} ;
- bornée (d'après le théorème des bornes). Notons M un majorant de | f |.

Soit x ∈ [a, b]. Pour tout y ∈ [a, b], on a :
- si |y – x| < η alors |f(y) – f(x)| < ε ;
- si |y – x| ≥ η alors |f(y) – f(x)| ≤ 2M ≤ 2M(y – x)2/η2.

La valeur f(y) est donc toujours comprise entre
{\displaystyle g_{x}(y):=f(x)-\varepsilon -{\frac {2M(y-x)^{2}}{\eta ^{2}}}\quad {\rm {et}}\quad d_{x}(y):=f(x)+\varepsilon +{\frac {2M(y-x)^{2}}{\eta ^{2}}}.}
Par positivité des opérateurs Pn, on en déduit que
{\displaystyle P_{n}(g_{x})\leq P_{n}(f)\leq P_{n}(d_{x}).}
Or gx et dx sont des polynômes du second degré — c'est-à-dire des combinaisons linéaires de f2, f1 et f0 — donc (par hypothèse sur les Pn)
{\displaystyle P_{n}(g_{x})\to g_{x}\quad {\rm {et}}\quad P_{n}(d_{x})\to d_{x},}
uniformément sur [a, b]. De plus, puisque les coefficients de ces deux combinaisons linéaires sont des fonctions bornées de x ∈ [a, b], la convergence est également uniforme par rapport à x. Il existe donc N tel que pour tout n ≥ N et tous x, y ∈ [a, b] :
{\displaystyle |P_{n}(g_{x})(y)-g_{x}(y)|\leq \varepsilon \quad {\rm {et}}\quad |P_{n}(d_{x})(y)-d_{x}(y)|\leq \varepsilon ,}
en particulier :
{\displaystyle |P_{n}(g_{x})(x)-(f(x)-\varepsilon )|\leq \varepsilon \quad {\rm {et}}\quad |P_{n}(d_{x})(x)-(f(x)+\varepsilon )|\leq \varepsilon ,}
d'où finalement :
{\displaystyle f(x)-2\varepsilon \leq P_{n}(g_{x})(x)\leq P_{n}(f)(x)\leq P_{n}(d_{x})(x)\leq f(x)+2\varepsilon .}
On a donc bien :
{\displaystyle \forall \varepsilon >0\quad \exists N\quad \forall n\geq N\quad \forall x\in [a,b]\quad |P_{n}(f)(x)-f(x)|\leq 2\varepsilon .}